# كوشكك (مزرعة نو)
کوشکك (بالفارسية: کوشکک) هي قرية تقع في إيران في مركزي. يقدر عدد سكانها بـ 24 نسمة بحسب إحصاء 2016.